# Eugen Poche-Lettmayer
Eugen Freiherr von Poche-Lettmayer (13. dubna 1846 Brno – 31. března 1904 Vídeň) byl rakouský šlechtic a politik německé národnosti z Moravy, v 2. polovině 19. století poslanec Říšské rady a Moravského zemského sněmu.

## Život
Eugen se narodil rodičům Franzovi a Franzisce Lettmayerovým v Brně na Křenové. Po smrti otce byl adoptován Adolfem von Poche, druhým manželem matky a směl nosit jméno von Poche. Eugenovi patřil statek Chvalkovice. Společně s bratrem pak vlastnil panství Halegg v Tyrolsku.
V 70. letech 19. století se zapojil do politiky. V doplňovacích volbách 7. dubna 1877 byl zvolen na Moravský zemský sněm za kurii velkostatkářskou, II. sbor. Mandát obhájil v zemských volbách v roce 1878. Zastupoval Stranu ústavověrného velkostatku, která byla provídeňsky a centralisticky orientována. V závěru života působil jako člen správní rady podniku Steyermühl, viceprezident vědeckého klubu a zeměpisné společnosti.
Byl i poslancem Říšské rady (celostátního parlamentu), kam usedl v doplňovacích volbách roku 1877 za kurii velkostatkářskou na Moravě. Slib složil 23. dubna 1877. Uváděl se tehdy jako statkář, bytem Vídeň.
Zemřel v březnu 1904.